# ラジオ東海
ラジオ東海（ラジオとうかい）は、かつて岐阜県をサービスエリアとして放送していたラジオ放送局である。東海ラジオ放送の前身会社のひとつ。

## 歴史・概要
1954年（昭和29年）11月18日に「岐阜放送株式会社」（略称GHK）として設立し、1955年（昭和30年）3月10日午前6時にコールサインJOOF・周波数1460kc（kHzと同義）・出力1kWで放送を開始した。呼び出し名称はNHK岐阜放送局との混同を避けるため、「ぎふみんかんほうそう」であったという。
開局当初は岐阜タイムス（現・岐阜新聞）と中部日本新聞（現・中日新聞）との両者からニュース提供を受けていた。
その後1956年（昭和31年）10月1日にラジオ東海（略称RTC）へ局名を変更。1958年（昭和33年）12月、三重県をサービスエリアとした近畿東海放送との合弁会社として設立した東海テレビ放送を開局。これが縁となり、1959年（昭和34年）11月に名古屋中波第2局を目指し両者は合併。東海ラジオ放送岐阜放送局となるが、同社の名古屋親局の開局に伴い1960年（昭和35年）3月をもって閉局した。ただし、その後も局のあった場所には東海ラジオ放送岐阜支局が長く置かれていたが、岐阜中日ビルの完成によってそちらへ移転した(その後東海テレビ放送岐阜支社へ集約)。
なお、現存する「株式会社岐阜放送」（ぎふチャン）は、東海ラジオ設立・開局後の1962年（昭和37年）9月に、岐阜日日新聞（現在の岐阜新聞）の完全子会社・ラジオ岐阜として設立され、同年12月24日に全国45番目にラジオ放送を開始し、後にテレビ放送開始にあたって現社名に変更したものであり、上記の「岐阜放送株式会社」とは別法人であり、資本的な繋がりも全く無い。

## 備考
- 東海ラジオ岐阜放送局閉局後、コールサインのJOOFは廃止され、沖縄テレビ放送（OTV、FNS・FNN系列）が日本の本土復帰がなされて以後のコールサインとして使用されている。なお沖縄県ではラジオ沖縄（ROK）が日本復帰後に近畿東海放送のコールサインを使っている。
- 現在、岐阜県内には東海ラジオの中継局として、高山局（1485kHz）、下呂局（1485kHz）、恵那局（801kHz）、神岡局（1458kHz）の4ヶ所から放送が送信されているが、県内の大半の地域では名古屋本局の1332kHzで聴取することとなっている。このうち恵那局のコールサインJOOLは、ラジオ東海時代のものを引き継いだ（高山JOXE→JOSN、下呂JOTM、神岡JOSSは東海ラジオとなってから割り当て）が、これらの中継所のコールサインは現在は全て廃止されている。